# Sardonic Wrath
Sardonic Wrath este cel de-al zecelea album de studio al formației Darkthrone. Este ultimul album lansat prin casa de discuri Moonfog Productions. Albumul este dedicat lui Quorthon, fondatorul și singurul membru permanent al formației suedeze de black metal Bathory.
Este ultimul album al cărui gen este predominant black metal, deși influențele crust punk și heavy metal erau prezente încă de pe Ravishing Grimness.
Revista Terrorizer a clasat Sardonic Wrath pe locul 36 în clasamentul "Cele mai bune 40 de albume ale anului 2004".

## Lista pieselor
1. "Order Of The Ominous" - 02:32
2. "Information Wants To Be Syndicated" - 03:44
3. "Sjakk matt Jesu Krist" (Șah mat Isus Hristos) - 04:04
4. "Straightening Sharks In Heaven" - 03:27
5. "Alle gegen alle" (Toți împotriva tuturor) - 03:21
6. "Man tenker sitt" (Tu ai gândurile tale) - 03:05
7. "Sacrificing To The God Of Doubt" - 04:34
8. "Hate Is The Law" - 03:22
9. "Rawness Obsolete" - 06:14

## Personal
- Fenriz - baterie
- Nocturno Culto - vocal, chitară, chitară bas